# Nectoneanthes legeri
Nectoneanthes legeri är en ringmaskart som först beskrevs av Gravier och Dantan 1934.  Nectoneanthes legeri ingår i släktet Nectoneanthes och familjen Nereididae. Inga underarter finns listade i Catalogue of Life.